# West St. Paul (Manitoba)
West St. Paul es un municipio rural canadiense situado en la provincia de Manitoba.

## Superficie
West St. Paul tiene una superficie de 87,49 km².

## Demografía
En 2021, tenía 6682 habitantes, una densidad poblacional de 76,4 hab./km², y 2270 viviendas.